# Himalayakoekoek
De himalayakoekoek (Cuculus saturatus) is een koekoekssoort uit het geslacht Cuculus.

## Kenmerken
Deze vogel heeft grijze of bruine bovendelen en een lichtgekleurde onderzijde met smalle, donkere dwarsbanden. Bij het vrouwtje zijn ook de kin en keel gestreept. De lichaamslengte bedraagt ongeveer 31 cm.

## Leefwijze
Deze parasitaire vogel legt zijn ei in het nest van kleine zangvogels, die het ei uitbroeden en het jong grootbrengen.

## Verspreiding en leefgebied
Deze soort parasiteert op zangvogels in een groot gebied dat reikt van de Himalaya via het noorden van Myanmar tot in het zuiden en oosten van China en Taiwan. 's Winters trekken deze vogels naar het zuidoosten en verblijven dan op de grote Soenda-eilanden en in het westen van Nieuw-Guinea.

## Status
De himalayakoekoek is een bosvogel die leeft in diverse typen bos. Hij heeft een groot verspreidingsgebied en daardoor is de kans op uitsterven uiterst gering. De grootte van de populatie is niet gekwantificeerd. De vogel is plaatselijk algemeen en er is geen aanleiding te veronderstellen dat de soort in aantal achteruit gaat. Om deze redenen staat deze koekoek als niet bedreigd op de Rode Lijst van de IUCN.

## Taxonomie
De himalayakoekoek werd lang gezien als een ondersoort uit een complex van soorten met:
- Himalayakoekoek, Cuculus saturatus saturatus
- Boskoekoek Cuculus saturatus optatus (of: Cuculus saturatus horsfieldi)[3]
- Soendakoekoek Cuculus saturatus lepidus

## Onderzoek
De Nederlandsee bioloog Jan-Hendrik Becking introduceerde in de jaren 1970 het gebruik van chemische kenmerken en geluidsregistraties bij het onderzoek aan dit soortencomplex.